# Rio Dilcova
O Rio Dilcova é um rio da Romênia, afluente do Valea Plopilor, localizado no distrito de Tulcea.